# Jack Hawkins

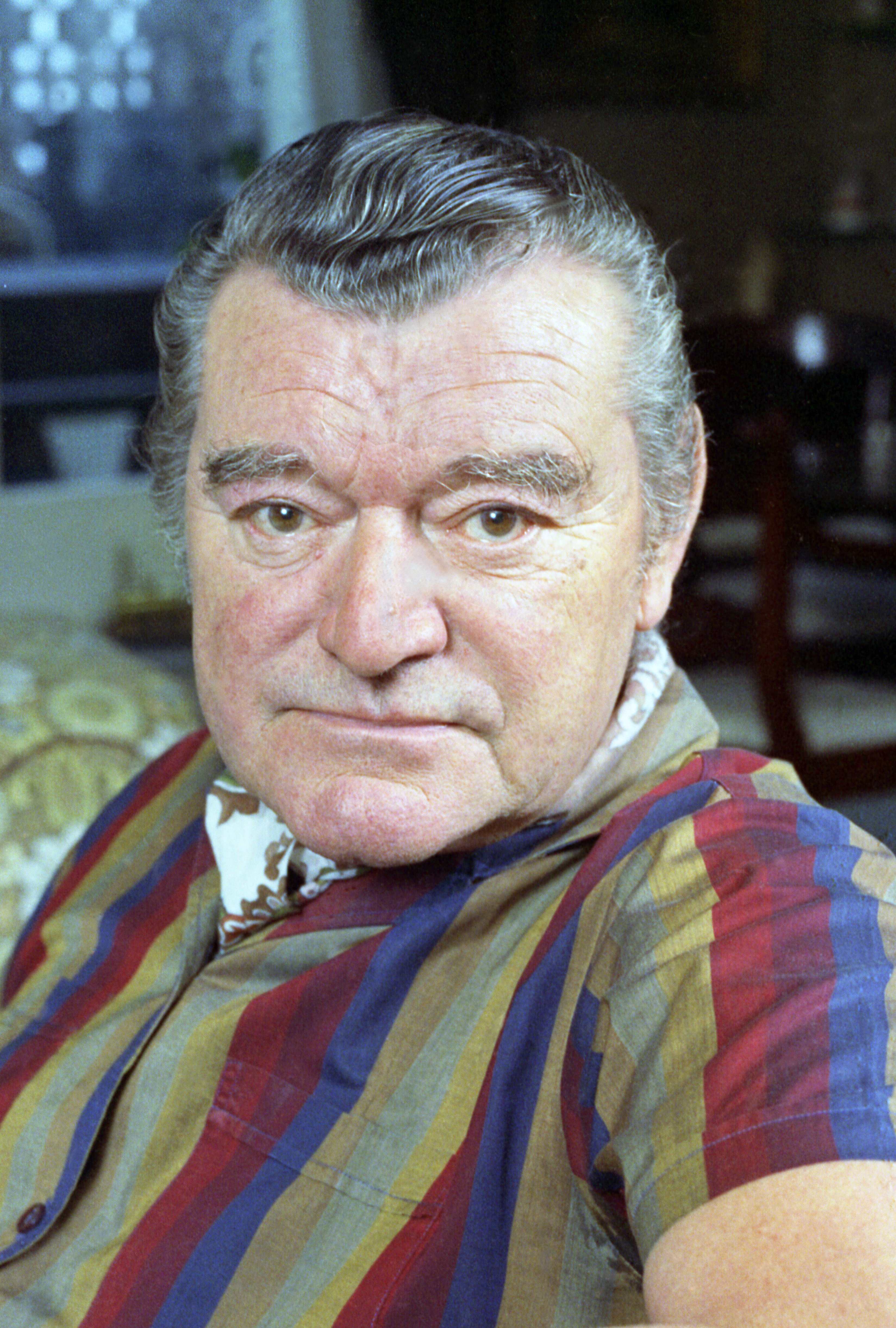
Jack Hawkins (1973)

John Edward Hawkins (* 14. September 1910 in Wood Green, London; † 18. Juli 1973 in London) war ein britischer Schauspieler.

## Leben
Im Alter von 12 Jahren gab Jack Hawkins sein Schauspieldebüt in einem Weihnachtsspiel in London. Mit 18 trat er am Broadway in dem Stück Journeys End auf. Obwohl er bereits seit 1930 als Filmschauspieler arbeitete, nahm seine Karriere erst nach Ende des Zweiten Weltkriegs, an dem er als Soldat der Royal Welch Fusiliers teilnahm, Fahrt auf.
Hawkins war aufgrund seiner äußeren Erscheinung von kräftiger Statur mit kantigen Gesichtszügen auf autoritäre Charaktere abonniert und trat in den Filmepen der 1950er und 1960er Jahre oft als hochrangiger Militär auf. 1955 war er als Pharao mit Joan Collins an seiner Seite in Howard Hawks’ Monumentalfilm Land der Pharaonen zu sehen. 1957 spielte er in David Leans oscarprämiertem Meisterwerk Die Brücke am Kwai einen britischen Offizier, der ein Kommandounternehmen im Dschungel anführt. 1959 agierte er in William Wylers Bibelepos Ben Hur (1959) als Flottenbefehlshaber Quintus Arrius. David Lean besetzte ihn 1962 in seinem Epos Lawrence von Arabien erneut als britischen Offizier.
Auch in Filmen wie Der Spion mit den 2 Gesichtern (1958), Der junge General (1961), Schüsse in Batasi (1964), Agenten lassen bitten (1965), Judith (1966), Mohn ist auch eine Blume (1966) oder Waterloo (1970) war Hawkins in den für ihn typischen Militärrollen zu sehen. Er spielte außerdem regelmäßig Grafen, Kaiser und andere Adlige. Hawkins konnte sich in anderen Rollen allerdings auch als vielseitiger Charakterdarsteller profilieren und blieb bis zu seinem Tod ein gefragter Filmschauspieler. In der Bundesrepublik Deutschland wurde Jack Hawkins auch als Ben Manfred in der Fernsehserie Die vier Gerechten aus den Jahren 1959 bis 1960, die 1964 vom ZDF ausgestrahlt wurde, sehr bekannt.
1966 wurde bei dem Schauspieler Speiseröhrenkrebs diagnostiziert, weshalb sein Kehlkopf entfernt werden musste. Hawkins gab trotz dieser schweren Erkrankung die Schauspielerei nicht auf, allerdings wurde seine Stimme, da diese ohne Kehlkopf kaum verständlich war, bei seinen späten Filmauftritten von den Schauspielkollegen Charles Gray und Robert Rietti synchronisiert.
Hawkins war von 1932 bis 1941 mit der Schauspielerin Jessica Tandy verheiratet, mit der er eine Tochter hatte. Aus der Ehe mit der Schauspielerin Doreen Lawrence (1919–2013), die er 1947 geheiratet hatte, stammen eine weitere Tochter und zwei Söhne. Seine zweite Ehe hielt bis zu seinem Tod. 
Hawkins starb 1973 nach einer weiteren Kehlkopfoperation im Alter von 62 Jahren. Er wurde im Golders Green Crematorium in London eingeäschert, wo sich auch seine Asche befindet.

## Filmografie (Auswahl)
- 1930: Birds of Prey
- 1932: The Lodger
- 1942: The Next of Kin
- 1948: Kleines Herz in Not (The Fallen Idol)
- 1949: Experten aus dem Hinterzimmer (The Small Back Room)
- 1950: Staatsgeheimnis (State Secret)
- 1950: Die schwarze Rose (The Black Rose)
- 1951: Die Reise ins Ungewisse (No Highway in the Sky)
- 1952: Mandy
- 1952: Weiße Frau im Dschungel (The Planter’s Wife)
- 1952: Der große Atlantik (The Cruel Sea)
- 1953: Malta Story
- 1954: Dämonen der Südsee (The Seekers)
- 1955: Der Gefangene (The Prisoner)
- 1955: Land der Pharaonen (Land of the Pharaohs)
- 1957: Die Brücke am Kwai (The Bridge on the River Kwai)
- 1958: Chefinspektor Gideon (Gideon's Day)
- 1959: Die Herren Einbrecher geben sich die Ehre (The League of Gentlemen)
- 1959: Ben Hur (Ben-Hur)
- 1959–1960: Die vier Gerechten (Fernsehserie)
- 1961: Der Fehltritt (Two Loves)
- 1962: Der junge General (La Fayette)
- 1962: Lawrence von Arabien (Lawrence of Arabia)
- 1964: Schüsse in Batasi (Guns at Batasi)
- 1964: Zulu
- 1965: Lord Jim
- 1965: Agenten lassen bitten (Masquerade)
- 1966: Mohn ist auch eine Blume (The Poppy Is Also a Flower)
- 1966: Judith
- 1967: Stalked (Kurzfilm)
- 1968: Shalako
- 1969: Monte Carlo Rallye (Monte Carlo or bust!)
- 1969: Oh! What a Lovely War
- 1969: Für sich allein (The Father) (Kurzfilm)
- 1970: Die Gräfin und ihr Oberst (The Adventures of Gerard)
- 1970: Waterloo
- 1970: Der Amerikaner (Twinky)
- 1971: Das Mörderschiff (When Eight Bells Toll)
- 1971: Entführt (Kidnapped)
- 1971: Nikolaus und Alexandra (Nicholas and Alexandra)
- 1972: The Ruling Class (als Produzent)
- 1972: Der junge Löwe (Young Winston)
- 1973: Theater des Grauens (Theatre of Blood)
- 1973: Geschichten, die zum Wahnsinn führen (Tales That Witness Madness)